# 김성진 (1990년)
김성진(한국 한자: 金成珍, 1990년 7월 2일 ~ )은 대한민국의 축구 선수이며, 포지션은 수비수이다.